# Concord, Arkansas
Concord är en ort i Cleburne County i delstaten Arkansas, USA.